# Wisent-Wildnis am Rothaarsteig

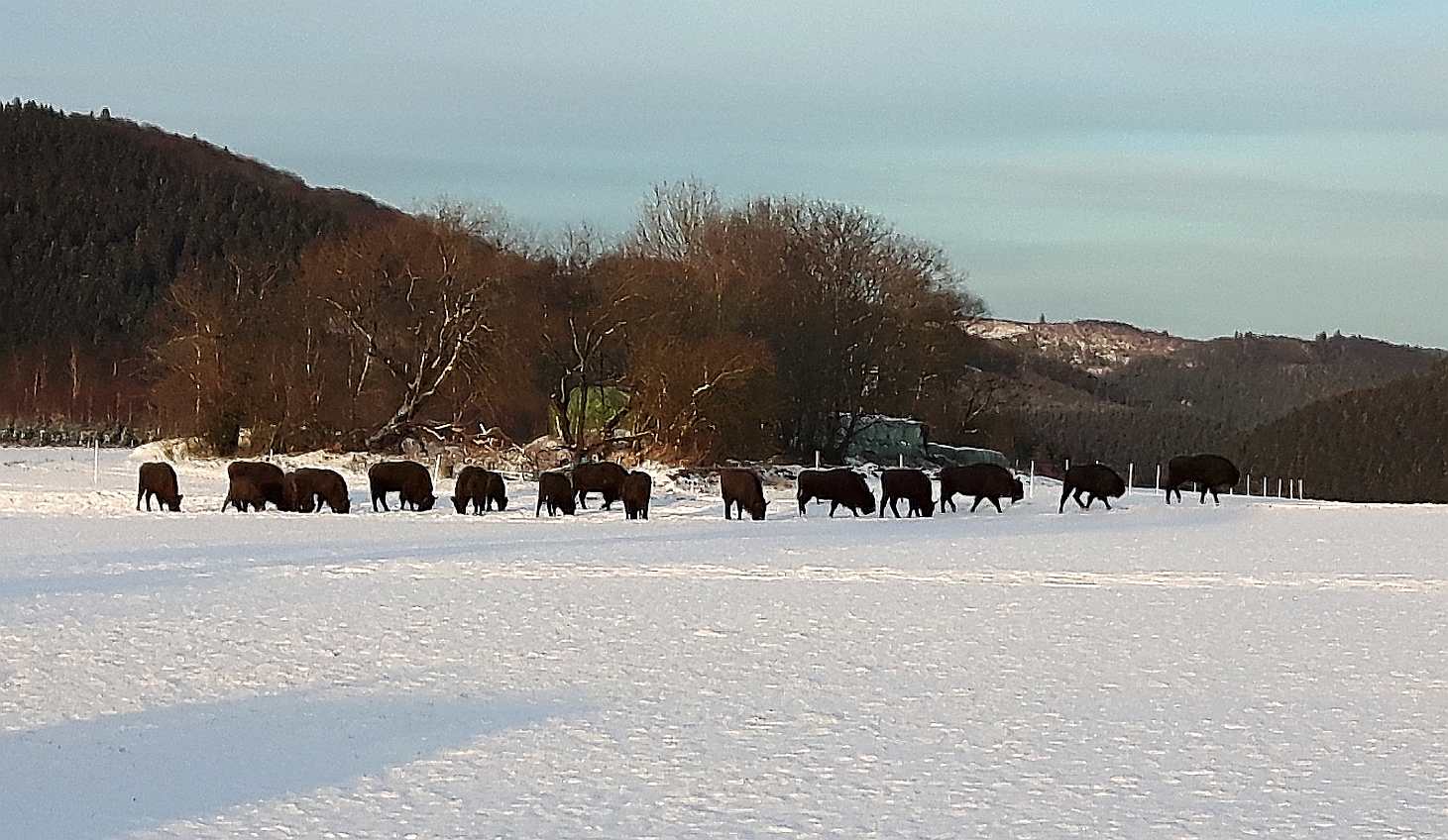
Frilevande visentflock vid Schmallenberg-Almert, januari 2019

Wisent-Wildnis am Rothaarsteig ("Visentvildmarken vid Rothaarsteig") är ett område för frigående visenter i Rothaargebirge nära Bad Berleburg i Kreis Siegen-Wittgenstein i Nordrhein-Westfalen i Tyskland.
Inom Tysklands nuvarande gränser utrotades visenten mellan 1300-talet och 1500-talet. I Ostpreussen fanns ännu i början av 1700-talet så många visenter att man 1701 anordnade kamper med flera visenter mot björnar och vargar i Königsbergs djurhetsningsteater vid kröningsfestligheterna för kung Fredrik I av Preussen. Den sista frilevande ostpreussiska visenten sköts av en tjuvjägare 1755 i Tapiauerskogen.
Området vid Rothaarsteig blev det första området i Tyskland inom dess nuvarande gränser med återinförande av friströvande visenter. Utsättning av de första visenterna skedde 2011. Området   har sitt namn efter vandringsleden Rothaarsteig. Det är fortfarande (2019) det enda i Tyskland med fritt levande visenter. I området finns två visenthjordar, varav den ena finns i ett hägn på 20 hektar med ungefär elva djur (oktober 2017) och en andra hjord med 23 djur (oktober 2017) som lever fria i delar av skogarna på Rothaargebirge. Ursprungligen släpptes åtta djur ut i det fria, vilka utvecklats till en population, där numera 19 av 23 individer fötts i frihet.
Projektet påbörjades 2011.

## Bildgalleri

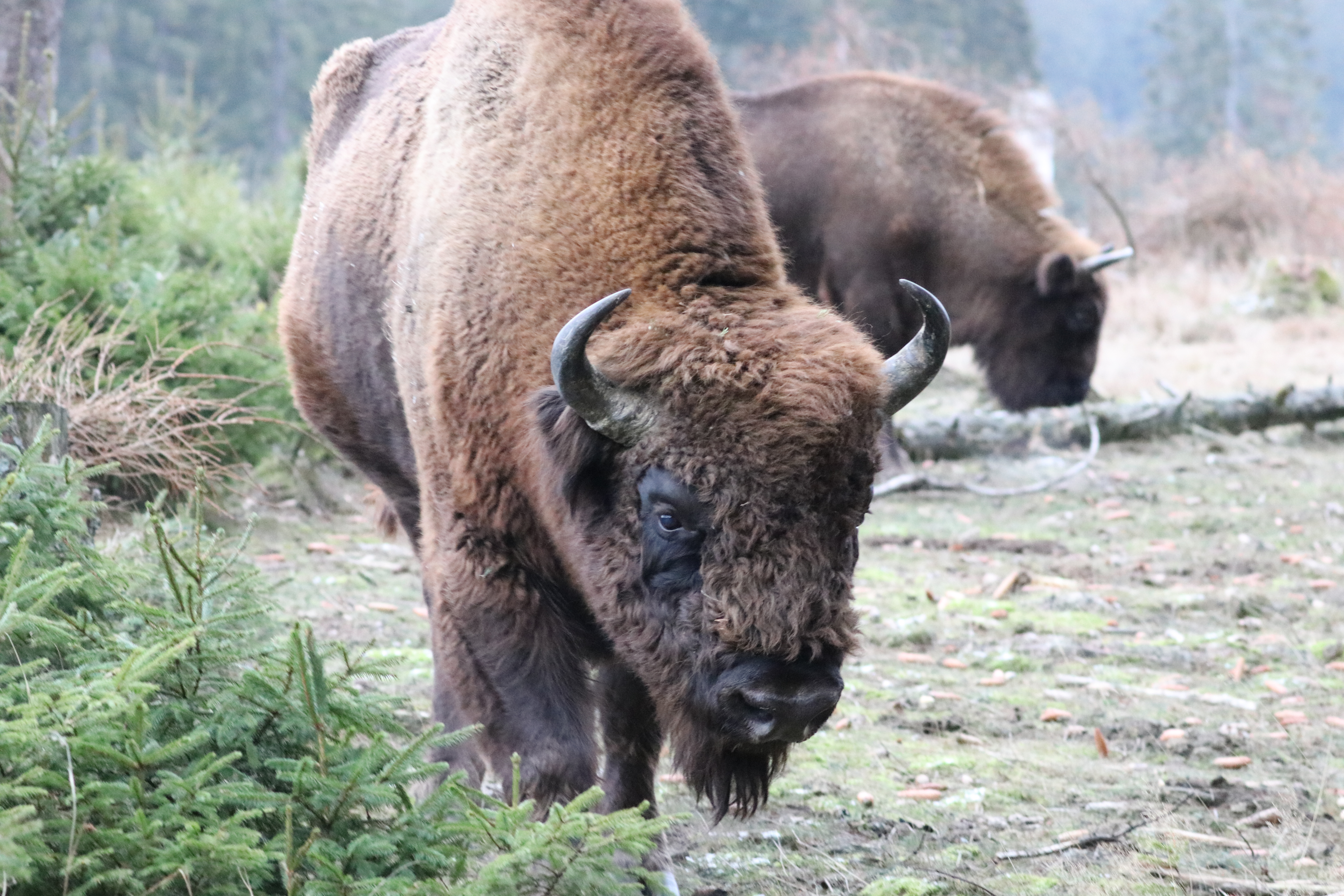
Visenttjur med ko i bakgrunden vid utfodringsställe i Rothaarsteig
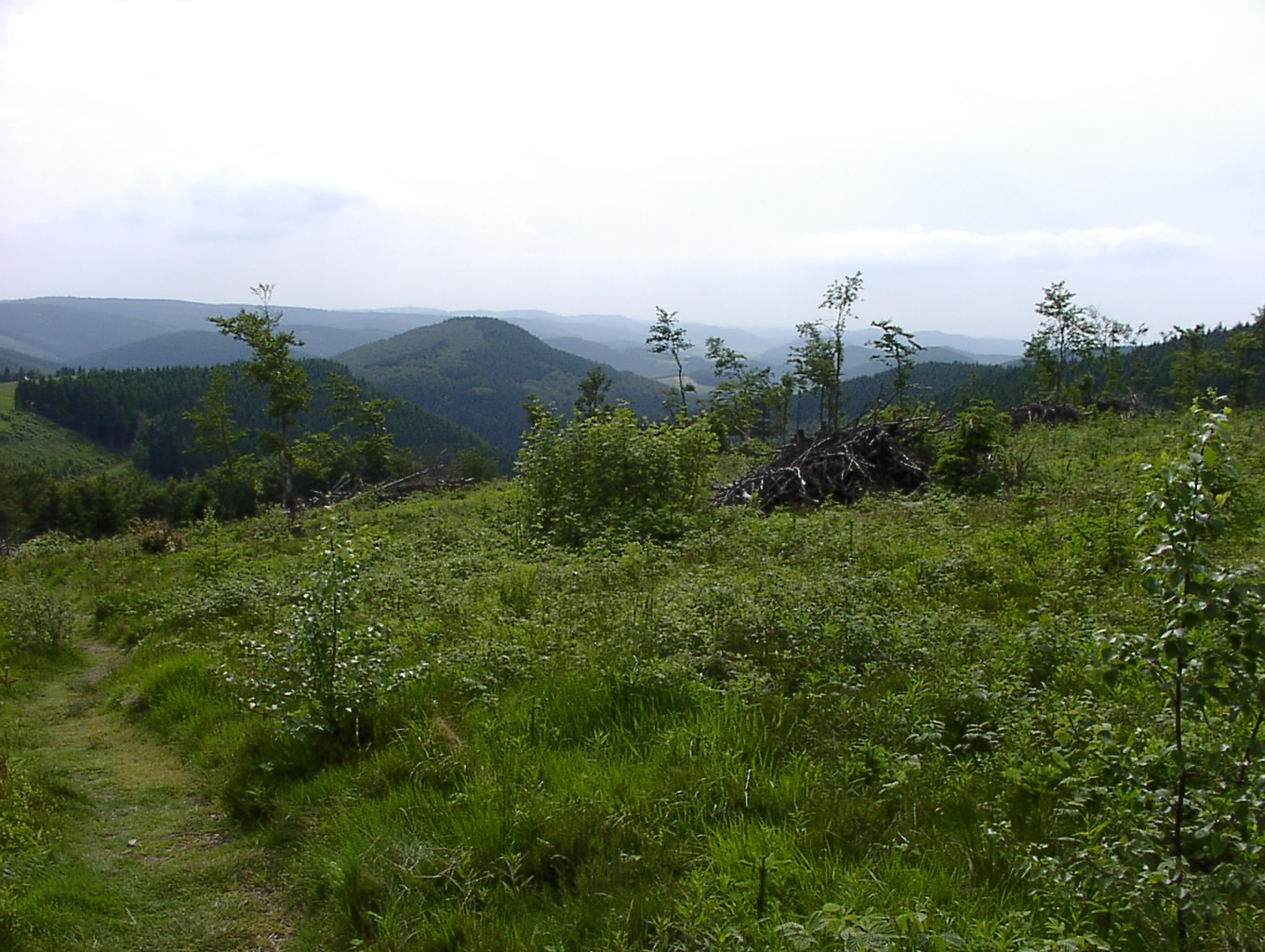
Vy från Kahler Asten
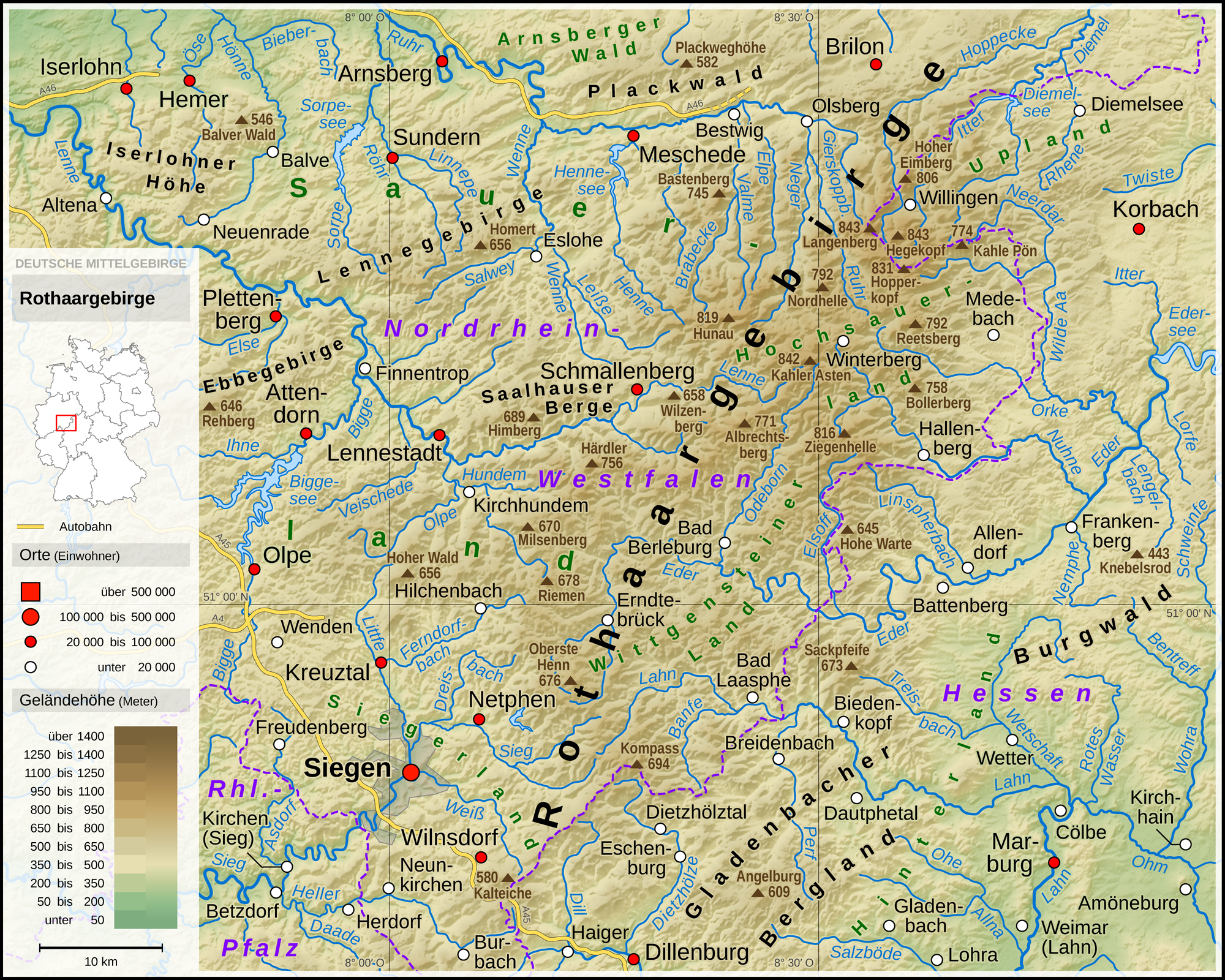
Karta